# Laarne
Laarne is een plaats en gemeente in de Belgische provincie Oost-Vlaanderen. De landelijke gemeente ligt minder dan 10 kilometer ten oosten van de provinciehoofdstad Gent en telt ruim 12.000 inwoners, die Laarnenaars worden genoemd.

## Geschiedenis
De eerste vermeldingen van de naam luidden Laren (1040), Lara (1120) en Larne (1213). Deze benamingen zijn ontleend aan het Germaanse "hlaeri", dat bosachtig, moerassig terrein betekent.
Bij erfenis ging de heerlijkheid Laarne achtereenvolgens over in de families van Zottegem, van Ressegem, van Massemen (eind 12de eeuw- 1421), de Brugse familie de Vos (1421-1505), van den Moere, de Schoutheete, en van Vilsteren (1656-1794), om ten slotte in het bezit te komen van de graven de Ribaucourt. Het Slot van Laarne is nu eigendom van de Vereniging van Historische Woonsteden van België.

## Kernen
De gemeente bestaat naast Laarne-centrum nog uit de deelgemeente Kalken.

### Deelgemeenten
|   | Naam   | Opp. (km²) | Inwoners (2020) | Inwoners per km² | NIS-code |
| - | ------ | ---------- | --------------- | ---------------- | -------- |
| 1 | Laarne | 15,98      | 6.588           | 412              | 42010A   |
| 2 | Kalken | 16,60      | 5.766           | 347              | 42010B   |

## Bezienswaardigheden
- Het Slot van Laarne is het enige slot dat zijn feodaal aspect uit de 14e eeuw heeft behouden. De ruwe, zware stenen torens werden gebouwd nog voor de kruistochten. Vlaamse kruisvaarders vonden bij hun terugkeer hier onderdak. Het slot fungeerde als verdediging tegen de stad Gent. Thans is het ook bekend om zijn grote zilvercollectie en de wapencollectie "Graaf Robert de Ribaucourt".
- De Sint-Machariuskerk met een vieringtoren uit de 15e eeuw.
- De Berlindekapel
- De Sint-Macariuskapel
- Het Sint-Machariusgodshuis
- De Baudtsmolen
- De Aumansmolen
- Een geklasseerde opgaande plataan als vrijheidsboom.

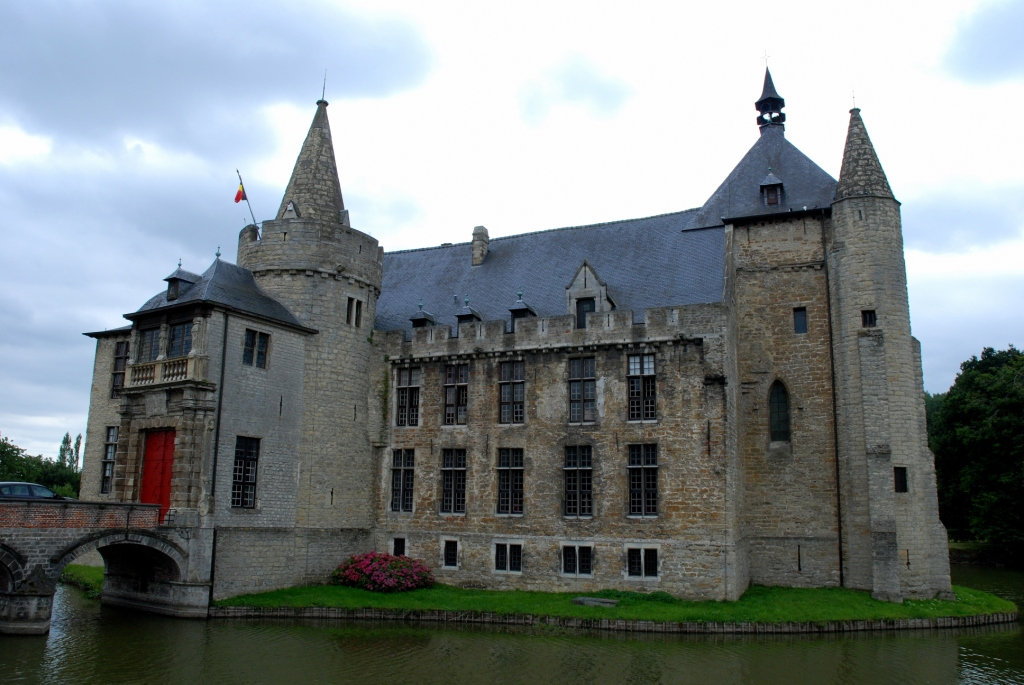
Slot van Laarne
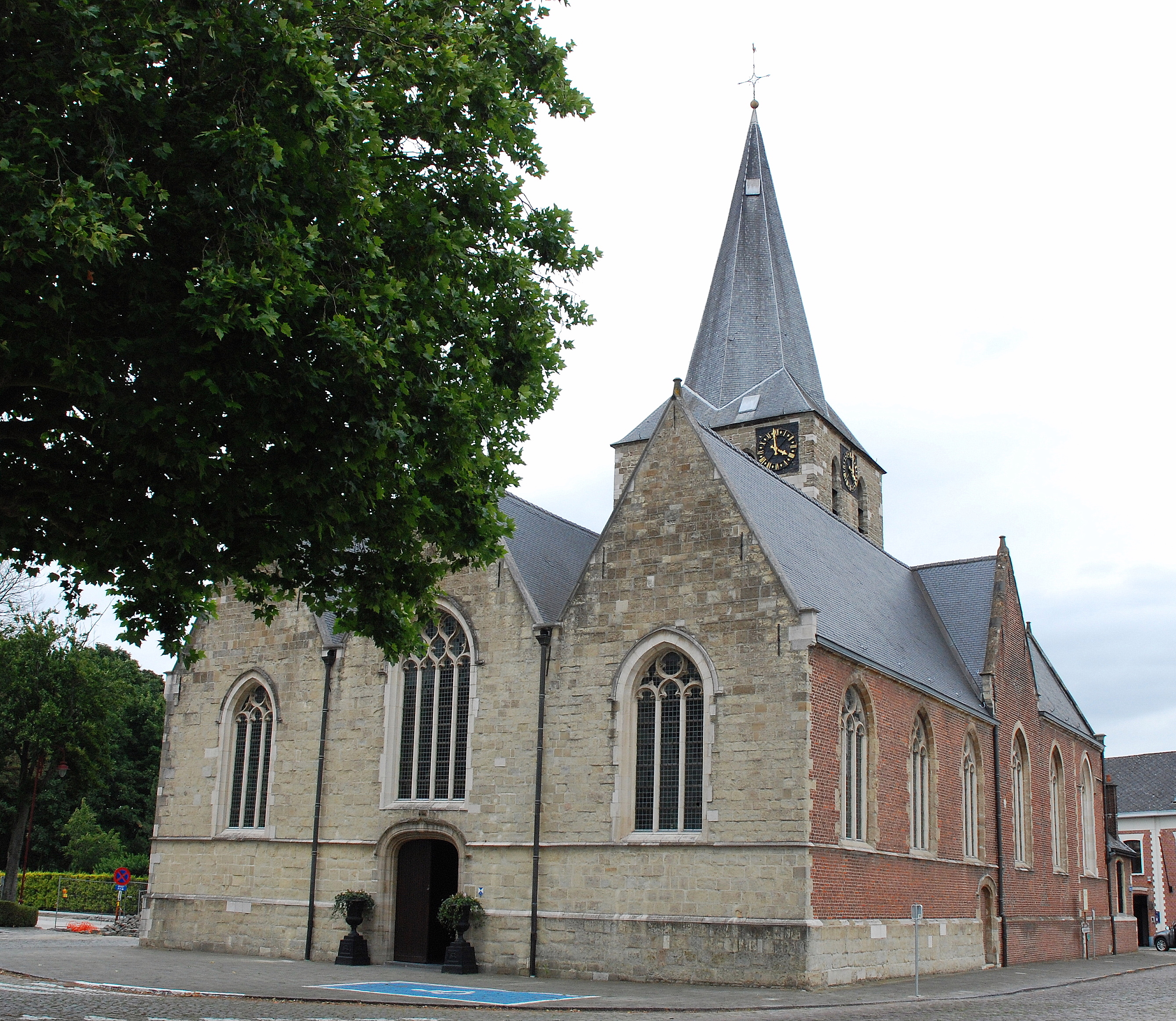
Sint-Machariuskerk in Laarne
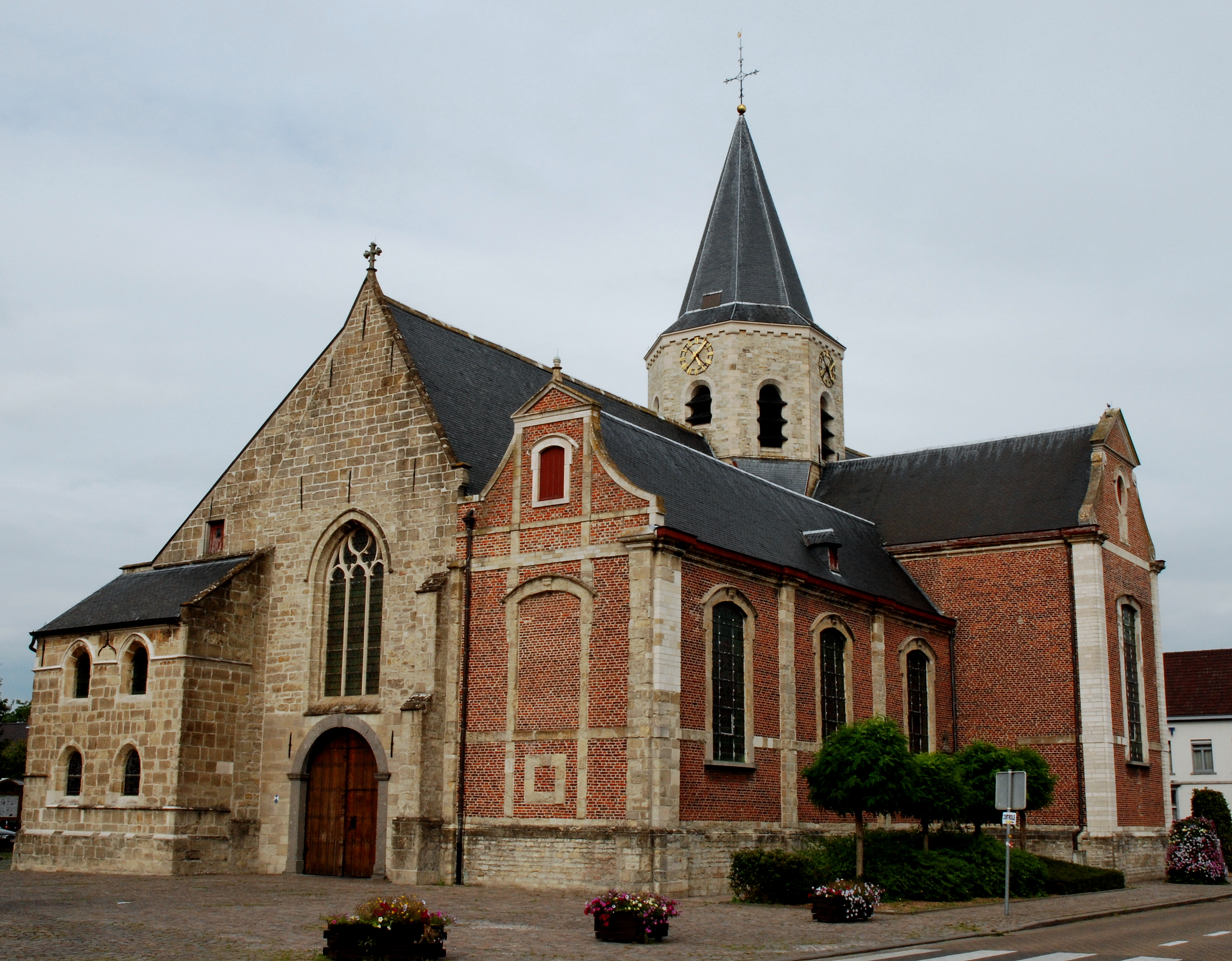
Sint-Denijskerk in Kalken
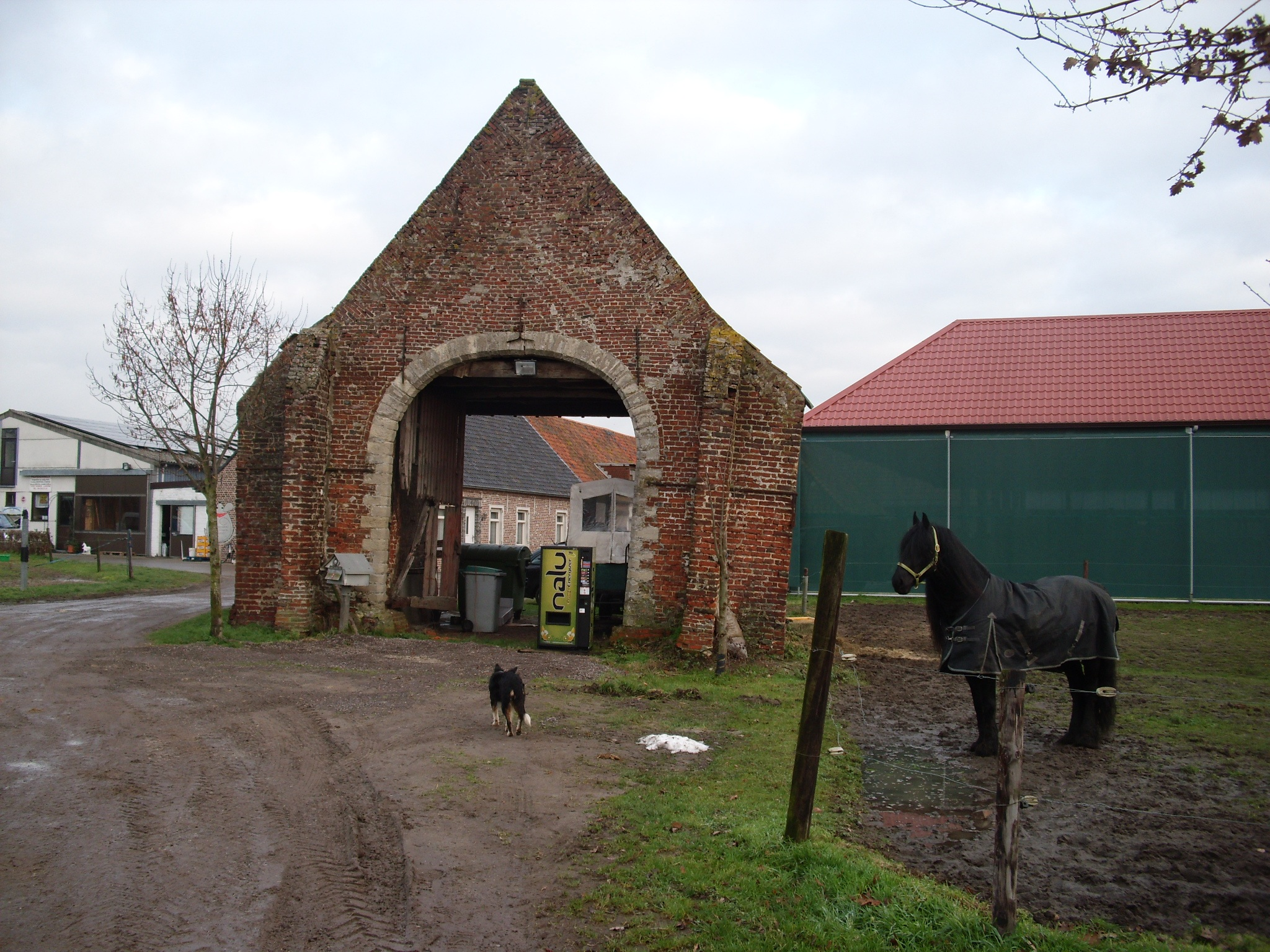
Poortgebouw hoeve Goed ten Cattenaye

## Natuur en landschap
Laarne ligt in Zandig Vlaanderen en wel in het Gents Houtland. In het noordwesten van de gemeente vindt men de Meerskantpoelen, een natuurgebied.

## Economie
Een belangrijk bedrijf in Laarne was de textielfabriek, in 1898 opgericht als Tissage de Laerne De Porre (een stoomweverij). In 1905 onderdeel van het bedrijf: Hanus. Talrijke uitbreidingen volgden. In 1925 werd N.V. "Etablissement Textiles Fernand Hanus opgericht. Vanaf 1954 werden er synthetische vezels gesponnen. In 1967 volgde een fusie met Union Cottonière en Loutex. Uiteindelijk besloeg het een oppervlakte van 7,3 ha en was bekend onder de naam Microfibres Europe . In 1996 sloot de fabriek, die toen in Amerikaanse handen was. 81 mensen werden ontslagen. In 2000 werd het complex, dat vier jaar leeg stond en waarin al een brand heeft gewoed, gekocht door een projectontwikkelaar om het te herontwikkelen.

## Demografie

### Demografische evolutie voor de fusie
- Bronnen:NIS, www.meetjesland.be en gemeente Kaprijke - Opm:1831 t/m 1970=volkstellingen; 1976=inwoneraantal op 31 december

### Demografische ontwikkeling van de fusiegemeente
Alle historische gegevens hebben betrekking op de huidige gemeente, inclusief deelgemeenten, zoals ontstaan na de fusie van 1 januari 1977.
- Bronnen:NIS, Opm:1831 tot en met 1981=volkstellingen; 1990 en later= inwonertal op 1 januari
- In 1921 verliest deelgemeente Kalken een stuk van zijn grondgebied aan de nieuwe gemeente Beervelde wat het verlies aan inwoners verklaart over de periode 1920 tot 1930

| Inwoners van jaar tot jaar op 1 januari 1992 tot heden | Inwoners van jaar tot jaar op 1 januari 1992 tot heden | Inwoners van jaar tot jaar op 1 januari 1992 tot heden |
| jaar                                                   | Aantal                                                 | Evolutie: 1992=index 100                               |
| ------------------------------------------------------ | ------------------------------------------------------ | ------------------------------------------------------ |
| 1992                                                   | 11.539                                                 | 100,0                                                  |
| 1993                                                   | 11.617                                                 | 100,7                                                  |
| 1994                                                   | 11.647                                                 | 100,9                                                  |
| 1995                                                   | 11.613                                                 | 100,6                                                  |
| 1996                                                   | 11.620                                                 | 100,7                                                  |
| 1997                                                   | 11.622                                                 | 100,7                                                  |
| 1998                                                   | 11.632                                                 | 100,8                                                  |
| 1999                                                   | 11.581                                                 | 100,4                                                  |
| 2000                                                   | 11.610                                                 | 100,6                                                  |
| 2001                                                   | 11.606                                                 | 100,6                                                  |
| 2002                                                   | 11.569                                                 | 100,3                                                  |
| 2003                                                   | 11.581                                                 | 100,4                                                  |
| 2004                                                   | 11.581                                                 | 100,4                                                  |
| 2005                                                   | 11.595                                                 | 100,5                                                  |
| 2006                                                   | 11.736                                                 | 101,7                                                  |
| 2007                                                   | 11.768                                                 | 102,0                                                  |
| 2008                                                   | 11.854                                                 | 102,7                                                  |
| 2009                                                   | 11.976                                                 | 103,8                                                  |
| 2010                                                   | 12.135                                                 | 105,2                                                  |
| 2011                                                   | 12.207                                                 | 105,8                                                  |
| 2012                                                   | 12.290                                                 | 106,5                                                  |
| 2013                                                   | 12.324                                                 | 106,8                                                  |
| 2014                                                   | 12.336                                                 | 106,9                                                  |
| 2015                                                   | 12.405                                                 | 107,5                                                  |
| 2016                                                   | 12.515                                                 | 108,5                                                  |
| 2017                                                   | 12.520                                                 | 108,5                                                  |
| 2018                                                   | 12.487                                                 | 108,2                                                  |
| 2019                                                   | 12.370                                                 | 107,2                                                  |
| 2020                                                   | 12.361                                                 | 107,1                                                  |
| 2021                                                   | 12.371                                                 | 107,2                                                  |
| 2022                                                   | 12.518                                                 | 108,5                                                  |
| 2023                                                   | 12.528                                                 | 108,6                                                  |
| 2024                                                   | 12.532                                                 | 108,6                                                  |
| 2025                                                   | 12.496                                                 | 108,3                                                  |

## Politiek

#### 2007-2012
Burgemeester is Ignace De Baerdemaeker (VLD). Hij leidt een coalitie bestaande uit VLD, sp.a en N-VA. Samen vormen ze de meerderheid met 11 op 21 zetels.

#### 2013-2018
Burgemeester is Ignace De Baerdemaeker (Open Vld). Hij leidt een coalitie bestaande uit Open Vld en CD&V. Samen vormen ze de meerderheid met 15 op 23 zetels.

#### 2019-2024
Ignace De Baerdemaeker (Open Vld) bleef burgemeester tot en met 2020, waarna hij zich op 1 januari 2021 liet opvolgen door partijgenoot Andy De Cock. Hij leidt een coalitie bestaande uit Open Vld en N-VA. Samen vormen ze de meerderheid met 15 op 23 zetels.

#### 2024-2030
Andy De Cock (Open Vld) van Team Burgemeester Laarne-Kalken haalde op 13 oktober 2024 met zijn lijst een absolute meerderheid. Zo leidt hij het gemeentebestuur als burgemeester met 15 op 23 zetels.

### Resultaten gemeenteraadsverkiezingen sinds 1976
| Partij of kartel     | Partij of kartel                          | 10-10-1976 | 10-10-1976 | 10-10-1982 | 10-10-1982 | 9-10-1988 | 9-10-1988 | 9-10-1994 | 9-10-1994 | 8-10-2000 | 8-10-2000 | 8-10-2006 | 8-10-2006 | 14-10-2012 | 14-10-2012 | 14-10-2018 | 14-10-2018 | 13-10-2024 | 13-10-2024 |
| Stemmen / Zetels     | Stemmen / Zetels                          | %          | 21         | %          | 21         | %         | 21        | %         | 21        | %         | 21        | %         | 21        | %          | 23         | %          | 23         | %          | 23         |
| -------------------- | ----------------------------------------- | ---------- | ---------- | ---------- | ---------- | --------- | --------- | --------- | --------- | --------- | --------- | --------- | --------- | ---------- | ---------- | ---------- | ---------- | ---------- | ---------- |
|                      | spa-Groen!A/ Groen1                       | -          |            | -          |            | -         |           | -         |           | -         |           | -         |           | -          |            | 10,9A      | 2          | 6,61       | 0          |
|                      | SP1/ sp.a2/ sp.a-Groen!A/ CD&V-VooruitB   | 13,681     | 2          | 10,491     | 1          | 6,241     | 0         | 8,841     | 1         | 12,491    | 2         | 9,652     | 1         | 7,472      | 1          | 10,9A      | 2          | 22,6B      | 5          |
|                      | CVP1/ CD&V2/ CD&V-VooruitB                | 59,051     | 15         | 40,391     | 10         | 40,281    | 10        | 43,31     | 10        | 43,31     | 10        | 34,692    | 8         | 25,082     | 6          | 27,22      | 6          | 22,6B      | 5          |
|                      | PVV1/ VLD2/ Open Vld3/ Team Burgemeester4 | 13,911     | 3          | 7,491      | 1          | 9,931     | 1         | 18,522    | 4         | 28,952    | 6         | 35,712    | 9         | 33,893     | 9          | 44,63      | 11         | 54,64      | 15         |
|                      | KLIK1                                     | -          |            | -          |            | -         |           | -         |           | -         |           | 12,381    | 2         | 13,411     | 2          | 44,63      | 11         | 54,64      | 15         |
|                      | VU1/ I.D.-VUC/ VU&ID2/ N-VA3              | 8,511      | 1          | 10,051     | 1          | 9,041     | 1         | 29,34C    | 6         | 15,252    | 3         | 7,573     | 1         | 20,143     | 5          | 17,33      | 4          | 16,23      | 3          |
|                      | I.D.1/ I.D.-VUC                           | -          |            | 31,591     | 8          | 34,511    | 9         | 29,34C    | 6         | -         |           | -         |           | -          |            | -          |            | -          |            |
|                      | GB                                        | 4,85       | 0          | -          |            | -         |           | -         |           | -         |           | -         |           | -          |            | -          |            | -          |            |
| Totaal stemmen       | Totaal stemmen                            | 7462       | 7462       | 8053       | 8053       | 8394      | 8394      | 8754      | 8754      | 8795      | 8795      | 9185      | 9185      | 9385       | 9385       | 9479       | 9479       | 6694       | 6694       |
| Opkomst %            | Opkomst %                                 |            |            |            |            | 97,18     | 97,18     | 96,61     | 96,61     | 95,23     | 95,23     | 97,51     | 97,51     | 95,09      | 95,09      | 95,3       | 95,3       | 67,3       | 67,3       |
| Blanco en ongeldig % | Blanco en ongeldig %                      | 2,8        | 2,8        | 3,49       | 3,49       | 3,57      | 3,57      | 3,9       | 3,9       | 4,14      | 4,14      | 3,38      | 3,38      | 3,48       | 3,48       | 4,2        | 4,2        | 1,5        | 1,5        |

De zetels van de gevormde coalitie staan vetjes afgedrukt. De grootste partij is in kleur.

## Cultuur

### Sint-Machariusommegang
Een nog steeds bestaande traditie in de gemeente is de Sint-Machariusommegang die op Pinkstermaandag rondgaat. De ommegang, waarin de relieken van de heilige worden meegedragen, zou dateren van in de twaalfde eeuw. Macharius, de patroonheilige van Laarne, stierf in de Sint-Baafsabdij van Gent en werd vooral als pestheilige aanroepen. De Gentse Sint-Baafskathedraal bezit een reliekschrijn met het overschot van deze mysterieuze heilige, die ook in deze stad vereerd wordt.

### Heksen
Laarne staat eveneens bekend als heksengemeente. In het Rijksarchief van Beveren worden de notulen van 6 heksenprocessen bewaard, die gehouden werden in het najaar van 1607. Zes personen, vijf vrouwen en een man werden vervolgd door de baljuw van Laarne in opdracht van de Heer van Laarne, en berecht door de Laarnse schepenbank. Vier vrouwen werden tot de brandstapel veroordeeld en geëxecuteerd. De man werd voor vele jaren uit Laarne verbannen. De vijfde vrouw werd vrijgesproken. In 2007 werden deze gebeurtenissen herdacht in een beklijvende evocatie, waarbij de burgemeester Ignace De Baerdemaeker en schepen Monique Van Acker als baljuwsechtpaar optraden en de schepenbank werd uitgebeeld door de schepenen Walter De Craecker, Piet Baetens, Dirk Clerick en Frank Van Imschoot. De Heksengilde, een groep van "vroede vrouwen" houdt deze geschiedenis levendig en treedt op als ambassadeur van de gemeente. Op vraag van het schepencollege zorgde deze Gilde in 2006 voor het brouwen van een kleurig bier "Toverhekske" waarvoor een lokale brouwer instond.

### Reuzen
Laarne heeft een reus, Marie Spreudel. In de zomer van 2000 maakte Rudy De Buck kennis met een Wetterse reuzendrager, die zeer enthousiast vertelde over een belangrijke reuzenoptocht aan de kust die hij die dag had meegemaakt. Aangezien deelgemeente Laarne een van de weinige was, die nog geen reus bezat, koesterde hij het plan een reus te creëren voor Laarne. Een vereniging werd opgericht met als naam "Tobbedragers", verwijzend naar hun lokaal, De Wastobbe. De reuzenfiguur verwees naar de Laarnse tradities: een heks, "Marie Spreudel". De reus werd op Sinksenkermis 2001 aan het publiek voorgesteld.
Ook deelgemeente Kalken heeft met Stien en Lies zijn reuzen.

## Sport
Voetbalclub KVV Laarne-Kalken is aangesloten bij de KBVB en er actief in de provinciale reeksen. De huidige club ontstond uit de fusie van KFC Eendracht Laarne en SK Kalken. In deelgemeente Kalken is nog KFC Hoger Op Kalken actief. De gemeente heeft ook een basketbalclub, KBBC Upkot Sparta Laarne, waarvan de dames in de hoogste nationale afdeling spelen.

## Zustergemeenten
Tijdens de legislatuur 2001-2006 werd een jumelage overeenkomst afgesloten met de gemeente Gagnières in Frankrijk. In 2009 werd een tweede jumelage aangegaan met Fényeslitke in Hongarije.

## Bekende personen afkomstig uit Laarne
- Prosper Christyn de Ribaucourt (1796-1882), burgemeester van Laarne
- August Walrave (1812-1888), brouwer en burgemeester van Laarne
- Albert Van Damme (1940-), wielrenner
- Emly Starr, pseudoniem van Marie-Christine Mareels (1957-), zangeres
- Tom Van de Weghe (1975-), internationaal journalist
- William Roobrouck, artiestennaam Williams (1977-), Belgisch beeldend kunstenaar
- Fabio Van den Bossche (2000-), Belgisch wielrenner
- Julie De Wilde (2002-), Belgisch wielrenster

## Trivia
- De bijnaam van de inwoners is ganzendrijvers.[9]

## Nabijgelegen kernen
Heusden, Wetteren, Kalken, Beervelde, Destelbergen